# Sara führt Hagar zu Abraham
Sara führt Hagar zu Abraham ist ein Historiengemälde des kurpfälzischen Hofmalers Adriaen van der Werff. Es entstand 1699 am Hofe des Kurfürsten Johann Wilhelm von der Pfalz in Düsseldorf und schildert die im 1. Buch Mose überlieferte Geschichte der anfänglichen Kinderlosigkeit von Sara, der Ehefrau Abrahams. Das spätbarocke Gemälde zählt zu den bedeutenden Schöpfungen der niederländischen Malerei im Goldenen Zeitalter.

## Beschreibung und Bedeutung
Das Gruppenbild zeigt – anknüpfend an die Erzelternerzählung der biblischen Überlieferung – Abraham, Sara und Hagar, die ägyptische Sklavin Saras, im Schlafgemach Abrahams. Abraham, der als Zeichen seines bereits fortgeschrittenen Alters einen ergrauten Vollbart trägt, sitzt mit entblößtem Oberkörper in einem luxuriösen Ambiente auf seinem Bett. Die Statur seines Brustkorbs und seiner Schultern zeigen männliche Proportionen der klassischen Antike. Den Raum konturieren edle Draperien, in der Ecke erhebt sich eine kannelierte Säule, vorne rahmt die Szene ein geschnitzter Tisch aus Ebenholz, auf dem ein Prunkgefäß steht.
Abrahams Blick richtet sich auf die neben ihm stehende Ehefrau Sara, die durch ihre kantigen Gesichtszüge und ihre faltige Haut ebenfalls als gealterte Person erscheint. Im Gegensatz zu ihr wird im Vordergrund die Sklavin Hagar in der Blüte ihres Lebens dargestellt. Dem barocken Schönheitsideal entsprechend ist ihre Haut makellos, ihr Teint elfenbeinfarben und ihre Körperfülle üppig. Ihren nackten, submissiv gebeugten Körper, den der Maler durch seine Lichtführung hell erstrahlen lässt und dem Betrachter so auf sinnlichste Weise vorführt, versucht sie vergeblich durch Gewand und Tücher zu bedecken. In ihrer Scham senkt sie ihren Blick, während sich Abraham und Sara als die eigentlichen Akteure des Geschehens hinter ihr intensiv unterhalten. Das brisante Thema des Gesprächs deutet sich in den Gesten der Hände Abrahams und Saras an. Abrahams Linke ruht zaudernd auf der Schulter der Sklavin, seine rechte Hand gestikuliert frei im Raum. Sara fasst mit ihrer Hand an ihr Herz. Das Gespräch kreist um das Problem ihrer Kinderlosigkeit. Zwar hatte Gott durch Engel Abraham Nachwuchs verheißen, doch in Anbetracht fortgeschrittenen Alters zweifelt das Ehepaar und macht sich Sorgen um den Fortbestand der Dynastie. Falls Abraham kinderlos stürbe, würde dessen Haussklave Eliëser von Damaskus den Besitz erben. Daher schlägt Sara vor, dass Abraham mit der Sklavin Hagar den erwünschten Nachkommen zeugen solle.

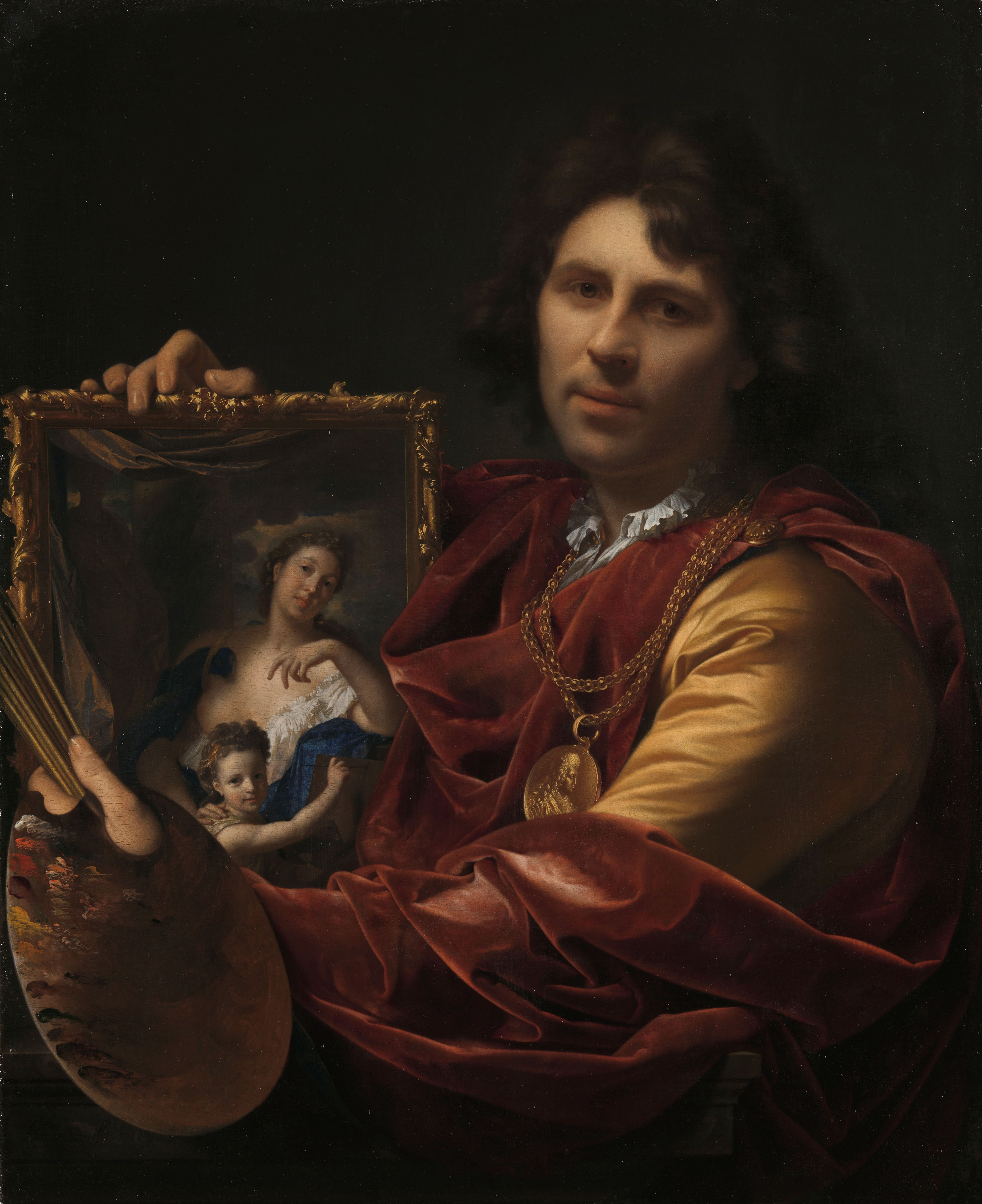
Selbstporträt von Adriaen van der Werff als kurpfälzischer Hofmaler, ein Bildnis seiner Ehefrau und seiner Tochter haltend, 1699

Abraham lässt sich nach der dargestellten Gesprächsszene auf Saras Vorschlag ein und zeugt mit Hagar den Sohn Ismael. Später zeugen Abraham und Sara doch noch einen gemeinsamen Sohn: Isaak. In der Folge kommt es zu Konflikten zwischen Hagar und Sara, die zur Verstoßung Hagars und Ismaels durch Abraham führen. Während Ismael als der biblische Stammvater der Araber gilt, wird Isaak als biblischer Ahnherr der Israeliten – der zwölf Stämme Israels – angesehen. Die biblische Verheißung reicher Nachkommenschaft erfüllte sich also.
Die geschilderte Dreiecksbeziehung zwischen Abraham, Sara und Hagar zeigt mehrere religiöse Bedeutungen auf, insbesondere im Hinblick auf das biblische Gebot der Monogamie. Die Beziehung zwischen Abraham und Sara wird in der biblischen Überlieferung als einzig legitime Beziehung – Ehe – dargestellt: Abraham setzt mit Hagar als Nebenfrau – an Gottes Verheißung frevelhaft zweifelnd – in Gestalt des Erstgeborenen Ismael einen „illegitimen“ Nachwuchs in die Welt, gleichwohl erfüllt sich Gottes Bund mit Abraham in der Zeugung und Geburt Isaaks.

## Entstehung und Provenienz

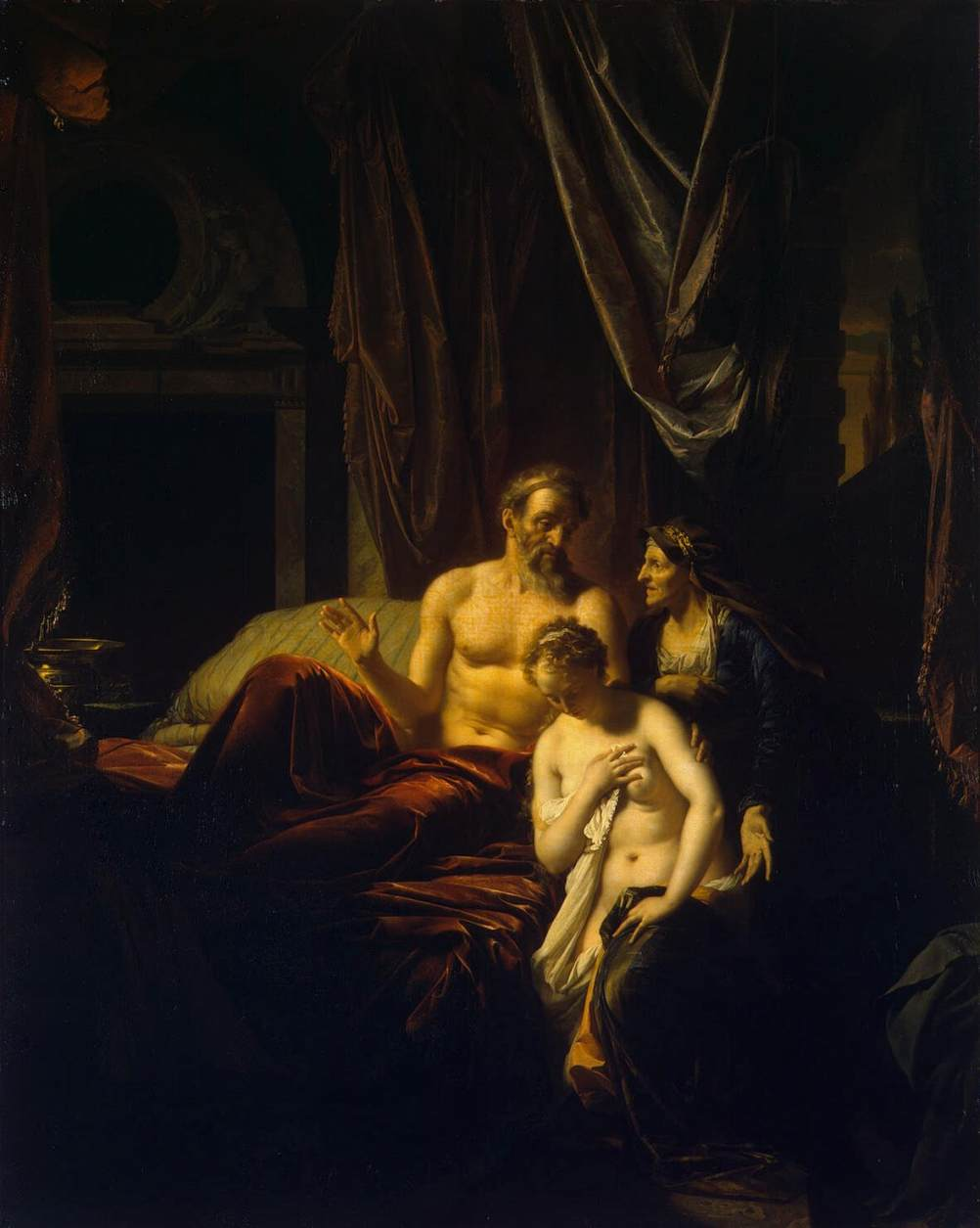
Sara führt Hagar zu Abraham, Erstfassung 1696

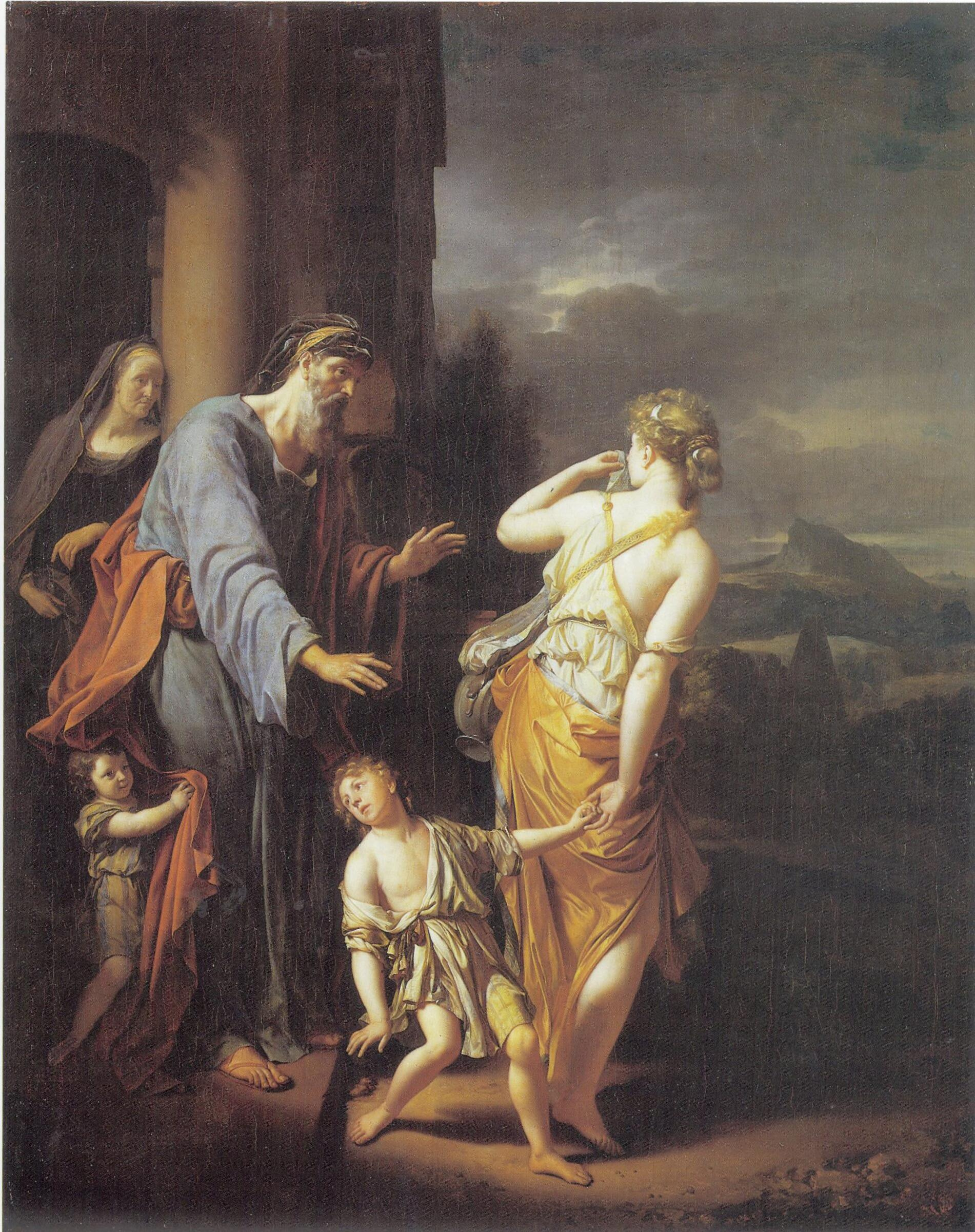
Die Verstoßung der Hagar, Erstfassung 1696

Bereits 1696 hatte sich Adriaen van der Werff, damals noch in Rotterdam arbeitend, mit dem religiösen Thema der Dreiecksbeziehung Abrahams, Saras und Hagars beschäftigt. Für den Rotterdamer Regenten Adriaen Paets (1657–1712) schuf er zwei aufeinander bezogene Gemälde, die sich heute an verschiedenen Orten befinden: Sara führt Hagar zu Abraham, die Vorgängerfassung des oben beschriebenen Gemäldes, heute in der Eremitage in Sankt Petersburg, und Die Verstoßung der Hagar, heute in der Gemäldegalerie Alte Meister in Dresden.
Ab 1697 wirkte van der Werff als Hofmaler am kurpfälzischen Hof in Düsseldorf. Von dem Kurfürsten Johann Wilhelm erhielt er den Auftrag, eine zweite Fassung beider Gemälde zu fertigen. 1699 entstand als erstes der beiden Gegenstücke das hier behandelte Gemälde. Die Düsseldorfer Fassung vereinfachte die Darstellung und verfeinerte ihren glatten Stil. In seiner Ausführung war das Gemälde für die Hängung in einem fürstlichen Wohnraum oder Kabinett geschaffen. Die Ausstellung des Bildes in einer Kirche wäre trotz des biblischen Sujets undenkbar gewesen, hätte die nach damaligen Vorstellungen laszive Darstellung der nackten Sklavin doch als Verstoß gegen geltende Konventionen gegolten.
Das im Bild inszenierte Drama der Kinderlosigkeit war für den Kurfürsten Johann Wilhelm von besonderer persönlicher Bedeutung. Nach kinderloser erster Ehe hatte er 1691 Anna Maria Luisa de’ Medici geheiratet. Auch diese zweite Ehe war – als sein Hofmaler van der Werff das Bild malte – noch kinderlos. Die Botschaft, die das Bildmotiv seinem Besitzer vermitteln sollte, war daher die Hoffnung, dass ihm seine zweite Gattin durch Gottes Hilfe doch noch einen leiblichen Sohn schenken möge. Auf einen „Isaak“ hoffte er jedoch vergeblich, 1716 verstarb der Kurfürst ohne legitime leibliche Nachkommen.
Mit dem im Jahr 1701 gefertigten Gegenstück, der Verstoßung Hagars, und neben anderen Bildern van der Werffs gelangte das Gemälde bald in einen Saal der ab 1709 errichteten Gemäldegalerie Düsseldorf. Im Rahmen dieser Ausstellung trug es zu Ansehen und Ruhm der Galerie bei. Im Zusammenhang mit den Ereignissen des Dritten Koalitionskriegs ließ Kurfürst Maximilian IV. die Sammlung im Jahr 1805 nach Schloss Kirchheimbolanden evakuieren, später fügte er sie als König von Bayern widerrechtlich seinen Münchner Sammlungen hinzu. Als Teil der Bayerischen Staatsgemäldesammlungen befindet sich das Gemälde heute in der Staatsgalerie des Neuen Schlosses Schleißheim in Oberschleißheim.

## Rezeption
Ein prominenter Besucher, der das Gemälde in der Düsseldorfer Galerie im Jahr 1788 besichtigte und sich durch das Bild in seinem Empfinden besonders angesprochen fühlte, so dass er es als einziges der Sammlung in seinen Schriften namentlich erwähnte, war Thomas Jefferson, damals Botschafter der Vereinigten Staaten in Paris, später dritter US-Präsident. Angetan von dem Inkarnat der dargestellten Sklavin Hagar schrieb er seiner Freundin Maria Cosway in einem Brief: „Ich würde durchaus mit Abraham tauschen, auch wenn das zur Folge hätte, dass ich dann schon fünf- oder sechstausend Jahre tot wäre.“ Eine Pointe dieses Aperçus liegt in der Biografie Jeffersons: Mit seiner Sklavin Sally Hemings, der Dienerin und Halbschwester seiner 1782 verstorbenen Ehefrau Martha, hatte er eine Beziehung, aus der mehrere Kinder hervorgingen.